# Яніс Боярс
Яніс Боярс (латис. Jānis Bojārs; 12 травня 1956, Курма́льська волость, Кулдизький район, ЛатРСР, СРСР — 5 червня 2018) — радянський латиський легкоатлет, фахівець зі штовхання ядра. Виступав за збірну СРСР з легкої атлетики в 1980-х роках, дворазовий чемпіон Європи в приміщенні, бронзовий призер Всесвітніх легкоатлетичних ігор в приміщенні в Парижі, багаторазовий переможець першостей всесоюзної та республіканської значущості, рекордсмен Латвії.

## Біографія
Яніс Боярс народився 12 травня 1956 року в Курмальській волості. Займався легкою атлетикою з дитинства, проходив підготовку під керівництвом тренера Віталія Умбрашка.
Вперше заявив про себе у легкій атлетиці у сезоні 1978 року, встановивши у штовханні ядра рекорд Латвії, який згодом оновлювався ним 16 разів.
У 1981 році здобув перемогу на чемпіонаті СРСР у Мінську.
У 1982 році знову був найкращим у заліку радянської національної першості, увійшов до основного складу радянської збірної та побував на чемпіонаті Європи в Афінах, звідки привіз нагороду срібного ґатунку — тут його перевершив лише східнонімецький штовхач Удо Байєр.
На чемпіонаті СРСР 1983 року в Москві Боярс втретє поспіль став найкращим штовхачем ядра. Також цього сезону він здобув перемогу на європейській першості в приміщенні в Будапешті та посів п'яте місце на чемпіонаті світу в Гельсінкі. Здобув перемогу на VIII літній Спартакіаді народів СРСР у Москві.
У 1984 році на всесоюзній першості в Москві завоював срібну медаль, поступившись представнику Білорусії Сергію Каснаускасу. При цьому на чемпіонаті Європи в приміщенні в Гетеборг знову здолав усіх суперників і здобув золото. На домашніх змаганнях у Ризі встановив новий рекорд Латвії, штовхнувши ядро на 21,74 метра — цей рекорд досі не побитий. Перебуваючи серед лідерів радянської збірної, розглядався як кандидат на участь у літніх Олімпійських іграх у Лос-Анджелесі, проте Радянський Союз відмовився від участі у цих змаганнях з політичних причин.
У 1985 році додав у послужний список бронзову нагороду, здобуту на Всесвітніх легкоатлетичних іграх у приміщенні в Парижі, тоді як на європейській першості у приміщенні в Піреї показав четвертий результат, зупинившись за крок від призових міст. На чемпіонаті СРСР у Кишиневі знову став срібним призером — цього разу його обійшов литовець Донатас Стуконіс.
На чемпіонаті СРСР 1986 року в Москві знову був найкращим у штовханні ядра, в той час, як на чемпіонаті Європи в приміщенні в Мадриді посів у підсумковому протоколі четверте місце.
Після завершення спортивної кар'єри Яніс Боярс мав проблеми зі здоров'ям, зазнавав фінансових труднощів. В одному з пізніх інтерв'ю зізнався, що протягом своєї спортивної кар'єри використав допінг.
Помер 5 червня 2018 року у віці 62 років.